# Javier Palacín
Javier Palacín Salgado (San Sebastian, 27 april 1971) is een Spaans voormalig beroepswielrenner. Hij reed zijn gehele carrière bij de Baskische ploeg Euskadi en wist geen enkele overwinning te boeken, maar werd wel tweede in de GP Llodio van 1994.
Zijn broer José María Palacín was ook wielrenner.

## Resultaten in voornaamste wedstrijden
| Jaar | Ronde van Italië | Ronde van Frankrijk | Ronde van Spanje |
| ---- | ---------------- | ------------------- | ---------------- |
| 1994 |                  |                     | opgave           |